# Albarella Golf Club
De Albarella Golf Club is een golfclub in Rosolina, provincie Rovigo in Italië, ruim 60 km ten zuiden van Venetië.

## De baan
De 18-holes golfbaan ligt op een eiland in een lagune langs de Adriatische Zee, is vlak en heeft grote waterpartijen. De golfbaan werd aangelegd door golfbaanarchitecten Harris en Croze. Op de baan van Albarella is zestien keer het Italiaans PGA Kampioenschap gespeeld en één keer het Italiaans Open in 1986.

#### Eiland
Het eiland Albarella is ruim 500 ha, en is een vakantiedomein met hotels en stranden. Er zijn bijna geen auto's, het vervoer wordt door een gratis treintje geregeld. Het eiland is met een dam aan het vasteland verbonden en wordt ook wel een schiereiland genoemd.

## De club
De club werd in 1972 opgericht.